# Raddus (MC 85 csillag cirkáló)
A Raddus,  korábbi nevén Dawn of Tranquility (magyarul: A nyugalom hajnala) egy Mon Calamari cirkáló a Csillagok háborúja univerzumában, ami Leia Organa személyes zászlóshajója, amikor az Első Rend megtámadta a d'quari bázist. Ez volt az az utolsó hajó, ami még a Katonai Leszerelési Törvény előtt épült az Új Köztársaság idején.

## A név eredete
A nevét Ackbar admirális adta Raddus admirálisról, aki a scarifi csatában halt meg. Így akarta Ackbar tudatosítani, hogy Raddus admirális hű volt mindig a Mon Calamari és a Lázadó Szövetséghez.

## Felépítése

### Mérete
A Raddus több mint 3438 méter hosszú. Talán az egyik legnagyobb Mon Calamari cirkáló a galaxisban. Szélessége 706 méter. Magassága 461 méter.

### Fegyverzete
A Raddus 18 db nehéz turbólézerrel volt felszerelve. Ezen kívül volt rajta 18 db nehéz ionágyú, 12 db védelmi lézeres ágyú, és 6 db proton torpedó.

### Parancsnoki híd
A hajó parancsnoki hídja a hajó elején volt. Itt egy holoasztal volt, ami igen nagy segítséget nyújtott. Itt irányították a cirkálót is. Amikor Kylo megtámadta a hidat, akkor a parancsnoki híd alatt alakítottak ki egy ideiglenes hidat.

### Hajtóművek
Az egész hajó 10 db hajtómű hajtja. Ezek közül 6 db manőverező hajtómű is volt, amivel sikeresen tudták manőverezni a Raddust.

## Története
A Raddust a Corellian Engineering Corporation és a Mon Cala Hajógyárak közösen gyártották az Új Köztársaság alatt. A Raddus az Új Köztársaság Csillagflottájában szolgált Dawn of Tranquility néven. Amikor a hajó visszavonult, átalakították és az Ellenállás szolgálatába állt. Ackbar ekkor nevezte át Raddusra, Raddus admirális tiszteletére.
Közvetlenül, hogy a Csillagpusztító Bázis megsemmisült, a Raddus kész volt, hogy kiürítse a d'quari bázist. Miközben Poe Dameron és a többi vadász harcolt az Első Renddel, addig a Raddus és a személyzet sikeresen megmenekült. Ezután fénysebességre ugrottak. 
Amikor az Első Rend megtalálta az Ellenállás zászlóshajóját, Kylo Ren támadást indított ellenük. Megtámadta a fő hangárt, ahol mindenki életét vesztette. Ezután a parancsnoki hidat célozta meg. Leia Organa érzékelte fiát az Erőben, de nem akarta megölni. Végül két TIE vadász támadta meg a hidat és az megsemmisült. A hídon mindenki meghalt, kivéve Leiát, aki az Erő segítségével jutott vissza.
A Radduson Amilyn Holdo admirális helyettes vette át Leia Organa helyét.

## Megjelenése filmekben
Csillagok háborúja VIII: Az utolsó Jedik (Star Wars Episode VIII: The last jedi, 2017)

## Megjelenése könyvekben
Megjelenik Az utolsó Jedik könyvváltozatában
De megjelenik számos Star Wars könyvekben és Képes Útmutatókban

## További információ
- Képek az interneten a cirkálóról